# Маріо Дзателлі
Маріо Дзателлі (фр. Mario Zatelli, 21 грудня 1912, Сетіф — 7 січня 2004, Сент-Максім) — французький футболіст, що грав на позиції нападника, зокрема, за клуби «Марсель» та «Тулуза», а також національну збірну Франції. По завершенні ігрової кар'єри — тренер.
Дворазовий чемпіон Франції. Володар Кубка Франції. Чемпіон Франції (як тренер). Дворазовий володар Кубка Франції (як тренер). 

## Клубна кар'єра
У футболі дебютував 1929 року виступами за команду клубу «Касабланка», в якій провів шість сезонів. 
Своєю грою за цю команду привернув увагу представників тренерського штабу клубу «Марсель», до складу якого приєднався 1935 року. Відіграв за команду з Марселя наступні три сезони своєї ігрової кар'єри. За цей час виборов титул чемпіона Франції, ставав володарем Кубка Франції.
Згодом з 1938 по 1943 рік грав у складі команд «Расінг» (Париж) та «Тулуза».
1943 року повернувся до клубу «Марсель», за який відіграв 5 сезонів. За цей час додав до переліку своїх трофеїв ще один титул чемпіона Франції. Завершив професійну кар'єру футболіста у 1948 році. Всього у Лізі 1 за сім сезонів провів 129 ігор (92 голи)

## Виступи за збірну
1939 року дебютував в офіційних матчах у складі національної збірної Франції. Протягом кар'єри у національній команді провів у її формі 1 товариський матч проти Польщі (4-0), забивши 1 гол.
Був присутній в заявці збірної на чемпіонаті світу 1938 року у Франції, але на поле не виходив.

## Кар'єра тренера
Розпочав тренерську кар'єру, повернувшись до футболу після невеликої перерви, 1952 року, очоливши тренерський штаб клубу «Ніцца».
1959 року став головним тренером команди «Нансі», тренував команду з Нансі п'ять років.
Згодом протягом 1964–1966 років очолював тренерський штаб клубу «Марсель».
1968 року прийняв пропозицію попрацювати у клубі «Марсель». Залишив команду з Марселя 1970 року, ставши за цей час чемпіоном Франції.
Останнім місцем тренерської роботи був клуб «Марсель», головним тренером команди якого Маріо Дзателлі був з 1972 по 1973 рік. Привів команду до "золотого дублю", вигравши і чемпіонат і Кубок країни.
Помер 7 січня 2004 року на 92-му році життя у місті Сент-Максім.

## Титули і досягнення

### Як гравця
- Чемпіон Франції (2):

«Марсель»: 1936-1937, 1947-1948
- Володар Кубка Франції (1):

«Марсель»: 1937-1938
- Чемпіон Марокко: 4

«Касабланка»: 1932, 1933, 1934, 1935
- Чемпіон Північної Африки: 3

«Касабланка»: 1932, 1933, 1934

### Як тренера
- Чемпіон Франції (1):

«Марсель»: 1971-1972
- Володар Кубка Франції (2):

«Марсель»: 1968-1969, 1971-1972